# Jedrick Wills
Pour les articles homonymes, voir Wills.
(en) Statistiques sur pro-football-reference
Jedrick Wills Jr., né le 17 mai 1999 à Lexington (Kentucky), est un joueur américain de football américain. Il joue offensive tackle en National Football League (NFL).

## Biographie

### Carrière universitaire
Étudiant à l'université de l'Alabama, il joue avec le Crimson Tide de 2017 à 2019.

### Carrière professionnelle
| Taille              | Poids            | Bras           | Main          | Sprint   | Sprint   | Sprint   | Shuttle 20 yards | 3 cones drill | Détente         | Détente            | Développé couché | Test Wonderlic |
| Taille              | Poids            | Bras           | Main          | 40 yards | 10 yards | 20 yards | Shuttle 20 yards | 3 cones drill | verticale       | horizontale        | Développé couché | Test Wonderlic |
| 1,94 m (6 ft 4¼ in) | 142 kg (312 lbs) | 87 cm (34¼ in) | 25 cm (10 in) | 5,05 s   | -        | -        | 4,84 s           | -             | 88 cm (34,5 in) | 2,87 m (9 ft 5 in) | -                | -              |

Il est sélectionné au 10e rang par les Browns de Cleveland lors de la draft 2020.